# Sweet Heart Fever
Sweet Heart Fever es el álbum de estudio debut de la cantautora Scout Niblett, lanzado el 9 de octubre de 2001 por Secretly Canadian. A pesar de que el álbum recibió poca de atención de los medios, Pitchfork le dio al álbum una reseña altamente favorable.

## Lista de canciones
Todas las canciones fueron escritas por Scout Niblett, excepto la pista #6.
Todas las canciones escritas y compuestas por Scout Niblett, unless otherwise noted. 
| N.º | Título                    | Duración |  |
| 1.  | «So Much Love to Do»      | 3:46     |  |
| 2.  | «Miss My Lion»            | 3:59     |  |
| 3.  | «Into»                    | 2:17     |  |
| 4.  | «Dance of Sulphur»        | 2:47     |  |
| 5.  | «Wet Road»                | 3:26     |  |
| 6.  | «Lula»                    | 0:58     |  |
| 7.  | «Advice»                  | 2:14     |  |
| 8.  | «Big Bad Man»             | 1:57     |  |
| 9.  | «Check Out the Maker»     | 3:24     |  |
| 10. | «Ground Breaking Service» | 1:39     |  |
| 11. | «Wide Shoulders»          | 3:22     |  |
| 12. | «The Sun and I»           | 3:29     |  |
| 13. | «Brighter»                | 4:45     |  |
| 14. | «Sweet Heart Fever»       | 1:21     |  |

## Personal
- Scout Niblett - voz, guitarra, batería, contrabajo, percusión
- Kristian Goddard - batería

Personal tecnico
- Andy Miller - ingeniero